# Gunārs Rode
Gunārs Rode (ur. 8 września 1934 w Rydze) – łotewski dysydent i działacz emigracyjny.
W latach 1945–46 walczył w podziemiu antykomunistycznym w Zemgale (Semigalii). Po ukończeniu liceum studiował w Uniwersytecie Łotwy w Rydze (1953–56) i lokalnej Politechnice (1956–58), z której został relegowany za "działalność antyradziecką". Nie mogąc kontynuować nauki pracował jako kierowca trolejbusów w Rydze.
Na wiosnę 1962 został aresztowany za "posiadanie niesłusznej literatury" i "agitację antykomunistyczną", skazany na 15 lat łagru w Mordowii, wyrok odbywał również we Włodzimierzu.
Po opuszczeniu miejsca odosobnienia pracował jako robotnik w Rydze. W 1977 zawarł związek małżeński z Ieleną Straubergą, Łotyszką zamieszkałą w Szwecji, przez co mógł rok później wyjechać z ZSRR do Sztokholmu. Pracował tam w lokalnej prasie łotewskiej, działał w Zjednoczeniu Wolnych Łotyszów Świata, pisywał artykuły oraz wygłaszał prelekcje wśród łotewskiej społeczności emigracyjnej w Europie i USA na temat sytuacji w ŁSRR.